# آر. فرازير أرمسترونغ
آر. فرازير أرمسترونغ (بالإنجليزية: Roy Fraser Armstrong)‏ هو مهندس كندي، ولد في 8 أكتوبر 1889 في Saint Andrews, New Brunswick ‏ في كندا، وتوفي في 11 أكتوبر 1983 في كينغستون في كندا.